# 圣迈克桑
圣迈克桑（法語：Saint-Maixant，法語發音：[sɛ̃ mɛksɑ̃]）是法国吉伦特省的一个市镇，属于朗贡区。

## 地理
圣迈克桑（44°34'44"N, 0°15'40"W）面积7.68 平方千米，位于法国新阿基坦大区吉倫特省，该省份为法国西南部沿海省份，是法國本土面积最大的省，北起滨海夏朗德省，西临大西洋，南至朗德省，东南接洛特-加龍省，东临多爾多涅省。
与圣迈克桑接壤的市镇（或旧市镇、城区）包括：圣安德烈迪布瓦、朗贡、加龙河畔勒皮扬、圣马凯尔、瑟芒、图莱讷、韦尔德莱。

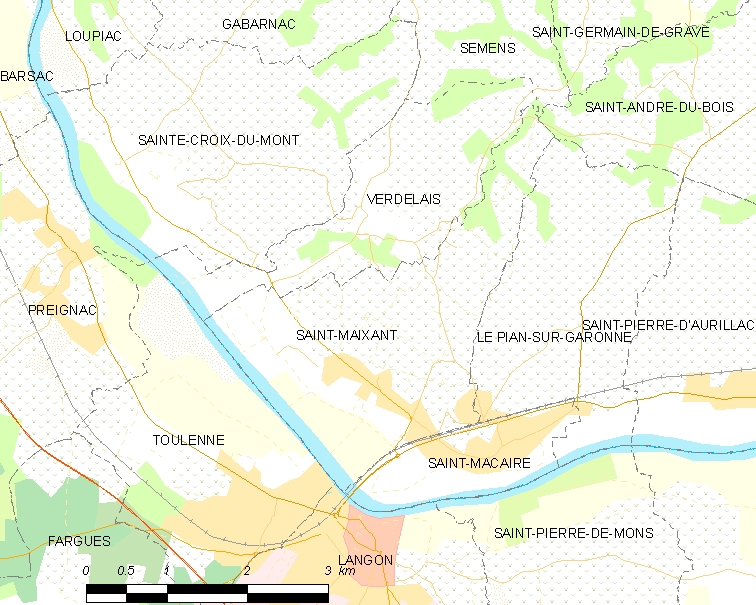
圣迈克桑的OSM定位图

圣迈克桑的时区为UTC+01:00、UTC+02:00（夏令时）。

## 行政
圣迈克桑的邮政编码为33490，INSEE市镇编码为33438。

## 政治
圣迈克桑所属的省级选区为海间县。

## 人口

1962-2008年间圣迈克桑人口变化图示

圣迈克桑于2022年1月1日时的人口数量为2046人。